# Yun Il-lok
Yun Il-Lok (Hangul: 윤일록) (Gwangju, 7 maart 1992) is een Zuid-Koreaans voetballer die bij voorkeur als offensieve middenvelder speelt. Hij speelt momenteel bij FC Seoul. In 2013 debuteerde hij voor het Zuid-Koreaans voetbalelftal.

## Clubcarrière
Yun kwam als zestienjarige bij Gyeongnam terecht. In 2011 debuteerde hij voor Gyeongnam in een competitiewedstrijd tegen Ulsan Hyundai. Hij scoorde zijn eerste doelpunt tegen Incheon United. In totaal scoorde hij 10 doelpunten uit 63 competitiewedstrijden voor Gyeongnam. In januari 2013 werd hij getransfereerd naar FC Seoul.

## Interlandcarrière
Yun debuteerde in 2013 voor Zuid-Korea. Hij kwam eerder uit voor de nationale jeugdelftallen. Op 27 juli 2013 scoorde hij zijn eerste doelpunt tegen Japan op het Oost-Aziatisch voetbalkampioenschap 2013 in eigen land.